# (6438) Suárez
(6438) Suárez, es un asteroide del cinturón principal de asteroides.

## Descripción
(6438) Suárez es un asteroide en el cinturón de asteroides principal. Fue descubierto el 18 de enero de 1988 en La Silla por Henri Debehogne.

## Designación y nombre
Designado provisionalmente como 1988 BS3, fue nombrado por Buenaventura Suárez (1678-1750), jesuita y astrónomo nativo pionero del Río de la Plata, estableció en San Cosme y Damián el primer observatorio de la región, donde realizó observaciones en particular de eclipses de Los satélites de Júpiter. Su Lunario de un Siglo incluía cálculos de eclipses y fases lunares.

## Características orbitales
Tiene una órbita caracterizada por un semi-eje mayor de 2,23 AU, una excentricidad de 0,19 y una inclinación de 5,2 ° con respecto a la eclíptica.